# Красносільська Марія Семенівна
Марія Семенівна Красносільська (24 березня 1933, село Ківшовата, тепер Таращанського району Київської області — 1997, село Ківшовата Таращанського району Київської області) — українська радянська діячка, новатор сільськогосподарського виробництва, свинарка колгоспу імені Леніна Таращанського району Київської області. Депутат Верховної Ради УРСР 6-го скликання. Герой Соціалістичної Праці (22.03.1966).

## Біографія
Народилася в селянській родині. Закінчила Ківшоватську семирічну школу Таращанського району Київської області.
З середини 1940-х по 1991 рік — свинарка свиноферми колгоспу імені Леніна села Ківшовата Таращанського району Київської області.
За час роботи на свинофермі виростила понад 7 тис. поросят, що становило в середньому 18—19 поросят на одну свиноматку. Тільки в 1965 році вона виростила 664 поросяти при плані 450. Збереження молодняку становило 98 %.
Потім — на пенсії у селі Ківшоватій Таращанського району Київської області.

## Нагороди
- Герой Соціалістичної Праці (22.03.1966)
- орден Леніна (22.03.1966)
- ордени
- медалі